# Ladji Doucouré
Ladji Doucouré, född 28 mars 1983 i Juvisy-sur-Orge, är en fransk friidrottare med påbrå från Mali och Senegal. 
Doucouré, som mäter 185 cm och väger 75 kg, blev 2005 Frankrikes förste världsmästare på 110 meter häck. Innan Doucouré bestämde sig för häcklöpning ägnade han sig åt bland annat fotboll och tiokamp.
Doucourés löper idag huvudsakligen 110 meter häck. I OS-finalen 2004 föll Doucouré precis före mållinjen och slutade sist i finalen på tiden 13,76 (vann gjorde istället Liu Xiang på världsrekordtangeringen 12,91). Året efter vann Doucouré 60 meter häck vid inomhus-EM och dubbla VM-guld i Helsingfors: 110 meter häck och 4 x 100 meter. Doucouré vann en mycket jämn häckfinal på tiden 13,07 före regerande olympiamästaren Liu Xiang (13,08) och mångfaldige världsmästaren Allen Johnson (13,10). 
I stafetten över 4 x 100 meter växlade favoriterna Förenta Staterna bort sig redan i försöken och olympiamästarna Storbritannien var inte i tillräckligt god form för att kunna utmana det franska laget. Fransmännen, med Doucouré på startsträckan, gick istället en hård match mot Trinidad och Tobago. Till slut vann fransmännen på 38,08 mot 38,10 för Trinidad. I VM i Osaka 2007 slogs Doucouré ut redan i semifinalen.

## Medaljer
Guld
- VM 2005: 110 meter häck (13,07)
- VM 2005: 4x100 meter (Frankrike: Doucouré, Pognon, De Lépine och Dovy, 38,08)

## Rekord
- 100 meter: 10,52 Montgeron 15 maj 2005
- 200 meter: 20,75 Créteil 6 maj 2001
- 110 meter häck: 12,97 Angers 15 juli 2005 (franskt rekord)
- Tiokamp: 7794 poäng Arles 10 juni 2001